# Liste der Parlamentssprecher von Arzach
Dies ist die Liste der Sprecher von der Nationalversammlung der Republik Arzach (russisch Спикер парламента НКР).
Die Liste der Amtsinhaber seit 1992:
| Name                          | Amtsantritt        | Ende             |
| ----------------------------- | ------------------ | ---------------- |
| Leonard Petrosjan             | 12. September 1991 | 8. Januar 1992   |
| Artur Mkrtschjan              | 8. Januar 1992     | 14. April 1992   |
| Georgi Petrosjan (ausführend) | 15. April 1992     | 14. Juni 1993    |
| Karen Baburjan                | 14. Juni 1993      | März 1996        |
| Artur Tovmasjan               | März 1996          | 2. Dezember 1997 |
| Oleg Jessajan                 | 2. Dezember 1997   | 1. Juli 2005     |
| Aschot Ghulian                | 1. Juli 2005       | noch amtierend   |